# Sophia Fowler Gallaudet
Pour les articles homonymes, voir Fowler et Gallaudet (homonymie).
Sophia Fowler Gallaudet est née le 20 mars 1798 dans le Connecticut aux États-Unis et morte le 13 mai 1877 à Hartford dans le même état. Sophia est la femme de Thomas Hopkins Gallaudet. Elle est connue par la communauté sourde américaine, pour le succès de son lobbying auprès des membres du Congrès pour l'université Gallaudet.

## Biographie
Sophia est née sourde le 20 mars 1798. En l'absence d'école pour les sourds, elle étudie jusqu'à ses 19 ans dans une l'école normale et elle acquiert beaucoup de compétences en observant les gens autour d'elle.
 En 1817, l'École américaine pour les sourds ouvre ses portes à Hartford. Sophia et sa sœur Parnell rejoignent les autres étudiants sourds, où est également inscrite Alice Cogswell. À cette époque, le directeur de l'école est Thomas Hopkins Gallaudet. Il tombe amoureux de Sophia et l’épouse le 29 août 1821. Ils ont huit enfants.
Thomas s’éteint après 30 ans de mariage, le 10 septembre 1851.
 En 1857, son fils Edward Miner Gallaudet devient directeur de la première école pour les sourds et aveugles (aujourd'hui : Kendall Demonstration Elementary School) à Washington et il demande à sa mère de le suivre pour y travailler. Sophia accepte le poste où elle restera neuf ans.  Elle rencontre des membres du Congrès et des personnes influentes pour obtenir les fonds qui permettent d'aider son fils Edward à réaliser et maintenir son rêve : la création d'un Collège pour les sourds, aujourd'hui l'Université Gallaudet.
 Le 1er août 1866, Sophia prend sa retraite et meurt le 13 mai 1877. 

### Ses enfants[4]
- Thomas Gallaudet (1822-1902)
- Sophia Gallaudet (1824-1865)
- Peter Wallace Gallaudet (1827-1903)
- Jane Hall Gallaudet (1827-1853)
- William Lewis Gallaudet (1829-1887)
- Alice Cogswell Gallaudet (1833-1891)
- Catherine "Kate" Fowler Gallaudet (1831-1917)
- Edward Miner Gallaudet (1837-1917) fonde en 1864 le premier collège pour sourds, qui devient en 1986 l'Université Gallaudet à Washington.